# The Resurrection
The Resurrection é o sexto álbum do grupo de gangsta rap de Houston, Texas conhecido como Geto Boys. O álbum foi lançado em 1996 depois que os Geto Boys se reuniram após uma pausa de três anos. É considerado o melhor álbum do grupo pela crítica, e o primeiro de dois golpes de criatividade.

## Lista de faixas
1. "Ghetto Prisoner" – 1:25
2. "Still" – 4:00
3. "The World Is a Ghetto"– 4:25 (featuring Flaj)
4. "Open Minded" – 4:10 (featuring DMG)
5. "Killer 4 Scratch" – 0:36
6. "Hold It Down" – 5:27 (featuring Facemob)
7. "Blind Leading the Blind" – 5:04 (featuring Menace Clan)
8. "First Light of the Day" – 5:07
9. "Time Taker" – 5:12
10. "Geto Boys and Girls" – 5:59
11. "Geto Fantasy" – 4:30
12. "I Just Wanna Die" – 4:00
13. "Niggas and Flies" – 3:09
14. "A Visit with Larry Hoover" – 1:25
15. "Point of No Return" – 3:06

## Uso na mídia
A canção "Still" foi usada no filme de 1999 de Mike Judge Office Space, e também na série Family Guy, no episódio "I Dream of Jesus".

## Recepção
| Críticas profissionais | Críticas profissionais |
| Avaliações da crítica  | Avaliações da crítica  |
| Fonte                  | Avaliação              |
| ---------------------- | ---------------------- |
| Allmusic               | [ 2 ]                  |
| Entertainment Weekly   | B+                     |
| Robert Christgau       | cut                    |
| rapreviews             | (8/10)                 |
| Rolling Stone          | [ 6 ]                  |

The Resurrection tem recebido avaliações positivas, com alguns críticos chamando o álbum de o melhor que os Geto Boys já fizeram. Em uma avaliação positiva, Stephen Thomas Erlewine do Allmusic escreveu "The Resurrection é melhor que qualquer outro álbum dos Geto Boys em cada sentido -- a coisa mais enxuta, mais malvada e mais funk que eles já gravaram." James Bernard do Entertainment Weekly deu ao álbum um B+, escrevendo "O que faz este o melhor trabalho deles é o espírito festivo do álbum, apesar de seu conteúdo desagradável."
Em 2005, o comediante Chris Rock escolheu The Resurrection como o número 15 na sua lista dos Melhores Álbuns de Hip-Hop de Todos os Tempos.

## Posições do álbum nas paradas
| Ano  | Álbum            | Posições nas paradas | Posições nas paradas   | Posições nas paradas |
| Ano  | Álbum            | Billboard 200        | Top R&B/Hip Hop Albums |                      |
| 1996 | The Resurrection | #6                   | #1                     |                      |

### Posições dos singles nas paradas
| Ano  | Canção                  | Posições nas paradas | Posições nas paradas             | Posições nas paradas | Posições nas paradas |
| Ano  | Canção                  | Billboard Hot 100    | Hot R&B/Hip-Hop Singles & Tracks | Hot Rap Singles      |                      |
| 1996 | "The World Is A Ghetto" | #82                  | #37                              | #12                  |                      |